# City of Sunderland
Sunderland – dystrykt metropolitalny w hrabstwie ceremonialnym Tyne and Wear w Anglii.

## Miasta
- Hetton-le-Hole
- Houghton-le-Spring
- Sunderland
- Washington

## Inne miejscowości
Albany, Burdon, Cox Green, East Rainton, Fence Houses, High Moorsley, Lambton, Low Moorsley, Newbottle, Penshaw, Philadelphia, Warden Law.